# Waldemar (1798)
Lo HDMS Waldemar è stato un vascello da 84 cannoni in servizio tra il 1798 e il 1807 nella Reale Marina dei Regni di Danimarca e Norvegia, e tra il 1807 e il 1816 nella Royal Navy britannica.

## Storia
Il vascello da 84 cannoni Waldemar fu progettato dall'ingegnere navale Ernst Wilhelm Stibolt, venne impostato presso il cantiere navale Nyholm Dyd di Copenaghen nel 1794, e varato nel 1798 entrò in servizio attivo nella Kongelige danske marine.
L'unità fu catturata dalla Royal Navy dopo la battaglia di Copenaghen il 7 settembre 1807, ed. Arrivata a Portsmouth il 2 dicembre dello stesso anno venne immessa in servizio come HMS Waldemar dopo aver effettuato alcuni lavori di radobbo, con il compito di unità guardaporto. All'atto della cattura l'armamento era composto da 30 cannoni da 32 libbre, 32 da 24 libbre, 6 da 12 libbre,  14 carronate da 32 libbre e 6 da 18 libbre. La sua immissione in servizio attivo con il nome di HMS Yarmouth fu cancellata nel 1809. Tra l'ottobre e il dicembre 1812 fu trasformata in nave prigione, e nel 1814 divenne nave magazzino. La nave venne demolita a Portsmouth nell'agosto 1816. Mentre prestava servizio nella Royal Navy ebbe come comandante i tenenti Peter Despourrins (dicembre 1812- 1813), e Stephen Perdrieau (1813-1814).

### Fonti
1. 1 2 3 4 5  Lyon, Winfield 2004, p. 38.
2. 1 2  Tree Decks.
3. 1 2 3 4 5 6  Tree Decks.